# Liverpool F.C. mùa bóng 2019–20
Mùa giải 2019–20 là mùa giải thứ 128 của Liverpool tồn tại và là mùa giải thứ 58 liên tiếp của họ trong giải đấu hàng đầu của bóng đá Anh. Đây cũng là mùa giải thứ 28 liên tiếp của câu lạc bộ tại Premier League, nơi họ hiện đang thi đấu. Câu lạc bộ cũng thi đấu tại Cúp FA, Cúp EFL, UEFA Champions League, Siêu cúp Anh, UEFA Super Cup và FIFA Club World Cup. Mùa này đã bị hoãn từ ngày 5 tháng 4 đến ngày 17 tháng 6 do đại dịch COVID-19.
Kết thúc thứ hai tại Giải vô địch Premier League 2018–19, Liverpool đã tranh chấp FA Community Shield 2019 với Manchester City, thua 5–4 trên chấm phạt đền. Với tư cách là người chiến thắng tại UEFA Champions League 2018-19, họ đã tranh Siêu cúp châu Âu 2019 với Chelsea, giành chiến thắng 5-4 trên chấm phạt đền. Chiến thắng này là thứ tư của Liverpool trong cuộc thi hàng năm; chỉ có Barcelona và AC Milan có nhiều chiến thắng hơn, với năm danh hiệu mỗi đội.
Liverpool đã bị loại ở vòng tứ kết của 2019-20 EFL Cup bởi Aston Villa sau khi Fielding một bên bao la thiếu kinh nghiệm, quản lý bởi Liverpool U23 huấn luyện viên Neil Critchley, trong khi đội hình tham gia 2019 FIFA Club World Cup ở Qatar dưới thời Klopp. Sau khi kết thúc với vị trí á quân trong ba lần trước đó, Liverpool đã giành được FIFA Club World Cup đầu tiên sau khi đánh bại câu lạc bộ Brazil Flamengo 1-0 trong trận chung kết sau hiệp phụ, biến họ thành đội bóng Anh đầu tiên giành cú ăn ba quốc tế của UEFA Champions League, UEFA Super Cup và FIFA Club World Cup. Liverpool đã không thành công trong việc bảo vệ UEFA Champions League, thoát khỏi vòng đấu sau vòng 16 sau thất bại 4-2 trên hai lượt trận sau hiệp phụ trước Atlético Madrid.
Vào ngày 25 tháng 6, Liverpool giành được danh hiệu vô địch thứ mười chín của họ, lần đầu tiên kể từ 1989-90 và lần đầu tiên trong kỷ nguyên Premier League. Sau khi vô địch giải đấu, Liverpool thiết lập kỷ lục khi vô địch Premier League sớm hơn bất kỳ đội nào khác tính theo các trận đã chơi (còn lại 7 trận) và muộn hơn bất kỳ đội nào khác tính đến thời điểm hiện tại (là đội duy nhất giành được danh hiệu vào tháng 6).
Trong mùa giải cho đến nay, Liverpool đã thiết lập một số kỷ lục chuyến bay hàng đầu của Anh bao gồm cả trận thắng trên sân nhà liên tiếp nhất (24), dẫn điểm lớn nhất vào cuối trận đấu (25). Họ cũng thiết lập các kỷ lục của Giải bóng đá Ngoại hạng Anh để giành được nhiều chiến thắng nhất(32), đội nhà thắng nhiều nhất (18), và chuỗi nhiều trận thắng liên tiếp nhất (18). Bắt đầu từ mùa giải trước, Liverpool đã có chuỗi 44 trận bất bại trong giải đấu, chuỗi trận dài thứ hai trong lịch sử, trước khi bị đánh bại bởi Watford vào ngày 29 tháng Hai. Đội bóng vẫn bất bại trên sân nhà trong mùa giải thứ ba liên tiếp và kết thúc mùa giải với 99 điểm, kỷ lục của câu lạc bộ và cao thứ hai trong lịch sử nước Anh, chỉ sau 100 điểm của Manchester City hai năm trước.

## Đội hình đội một
Đứng vào ngày 2 tháng 7 năm 2020
| Số áo    | Tên                             | Quốc tịch        | Vị trí      | Ngày sinh                  | Mua từ            | Số trận | Bàn thắng | Kiến tạo |
| Thủ môn  | Thủ môn                         | Thủ môn          | Thủ môn     | Thủ môn                    | Thủ môn           | Thủ môn | Thủ môn   | Thủ môn  |
| -------- | ------------------------------- | ---------------- | ----------- | -------------------------- | ----------------- | ------- | --------- | -------- |
| 1        | Alisson                         | Brasil           | GK          | 2 tháng 10, 1992           | Roma              | 88      | 0         | 1        |
| 13       | Adrián                          | Tây Ban Nha      | GK          | 3 tháng 1, 1987            | West Ham United   | 18      | 0         | 0        |
| 22       | Andy Lonergan                   | Anh              | GK          | 19 tháng 10, 1983          | Middlesbrough     | 0       | 0         | 0        |
| 62       | Caoimhín Kelleher               | Cộng hòa Ireland | GK          | 23 tháng 11, 1998          | Học viện LFC      | 4       | 0         | 0        |
| Hậu vệ   |                                 |                  |             |                            |                   |         |           |          |
| 2        | Nathaniel Clyne                 | Anh              | RB          | 5 tháng 4, 1991            | Southampton       | 103     | 2         | 4        |
| 4        | Virgil van Dijk (đội phó 3)     | Hà Lan           | CB          | 8 tháng 7, 1991            | Southampton       | 122     | 12        | 6        |
| 6        | Dejan Lovren                    | Croatia          | CB          | 5 tháng 7, 1989            | Southampton       | 185     | 8         | 4        |
| 12       | Joe Gomez                       | Anh              | CB/RB/LB    | 23 tháng 5, 1997           | Charlton Athletic | 109     | 0         | 3        |
| 26       | Andrew Robertson                | Scotland         | LB          | 11 tháng 3, 1994           | Hull City         | 127     | 4         | 30       |
| 32       | Joël Matip                      | Cameroon         | CB          | 8 tháng 8, 1991            | Schalke 04        | 111     | 5         | 1        |
| 47       | Nathaniel Phillips              | Anh              | CB          | 21 tháng 3, 1997 (21 tuổi) | Học viện LFC      | 1       | 0         | 0        |
| 51       | Ki-Jana Hoever                  | Hà Lan           | CB/RB       | 18 tháng 1, 2002           | Học viện LFC      | 4       | 1         | 0        |
| 66       | Trent Alexander-Arnold          | Anh              | RB          | 7 tháng 10, 1998           | Học viện LFC      | 134     | 8         | 34       |
| 72       | Sepp van den Berg               | Hà Lan           | CB/RB       | 20 tháng 12, 2001          | PEC Zwolle        | 4       | 0         | 0        |
| 76       | Neco Williams                   | Wales            | RB          | 13 tháng 4, 2001           | Học viện LFC      | 11      | 0         | 1        |
| Tiền vệ  |                                 |                  |             |                            |                   |         |           |          |
| 3        | Fabinho                         | Brasil           | DM/RB/CB    | 23 tháng 10, 1993          | Monaco            | 80      | 3         | 6        |
| 5        | Georginio Wijnaldum (đội phó 4) | Hà Lan           | CM/DM/AM    | 11 tháng 11, 1990          | Newcastle United  | 186     | 19        | 15       |
| 7        | James Milner (đội phó)          | Anh              | CM/DM/LB/RB | 4 tháng 1, 1986            | Manchester City   | 214     | 26        | 39       |
| 8        | Naby Keïta                      | Guinée           | CM/AM       | 10 tháng 2, 1995           | RB Leipzig        | 60      | 7         | 4        |
| 14       | Jordan Henderson (đội trưởng)   | Anh              | CM/DM       | 17 tháng 6, 1990           | Sunderland        | 364     | 29        | 48       |
| 15       | Alex Oxlade-Chamberlain         | Anh              | CM/AM/LW/RW | 15 tháng 8, 1993           | Arsenal           | 87      | 13        | 10       |
| 20       | Adam Lallana                    | Anh              | CM/DM/AM    | 10 tháng 5, 1988           | Southampton       | 178     | 22        | 21       |
| 23       | Xherdan Shaqiri                 | Thụy Sĩ          | RW/LW/AM    | 10 tháng 10, 1991          | Stoke City        | 41      | 7         | 5        |
| 48       | Curtis Jones                    | Anh              | CM          | 30 tháng 1, 2001           | Học viện LFC      | 13      | 3         | 1        |
| 67       | Harvey Elliott                  | Anh              | RW/LW       | 4 tháng 4, 2003            | Fulham            | 8       | 0         | 0        |
| Tiền đạo |                                 |                  |             |                            |                   |         |           |          |
| 9        | Roberto Firmino                 | Brasil           | ST/AM       | 2 tháng 10, 1991           | 1899 Hoffenheim   | 244     | 78        | 54       |
| 10       | Sadio Mané                      | Sénégal          | LW/RW/ST    | 10 tháng 4, 1992           | Southampton       | 170     | 81        | 28       |
| 11       | Mohamed Salah                   | Ai Cập           | RW/ST       | 15 tháng 6, 1992           | Roma              | 152     | 94        | 38       |
| 18       | Takumi Minamino                 | Nhật Bản         | RW/LW/AM/ST | 16 tháng 1, 1995           | Red Bull Salzburg | 14      | 0         | 0        |
| 24       | Rhian Brewster                  | Anh              | ST          | 1 tháng 4, 2000 (18 tuổi)  | Học viện LFC      | 3       | 0         | 0        |
| 27       | Divock Origi                    | Bỉ               | ST/LW       | 18 tháng 4, 1995           | Lille             | 140     | 34        | 9        |

### Hợp đồng mới
| Ngày                 | Vị trí | Số áo | Cầu thủ                 | Ghi chú |
| -------------------- | ------ | ----- | ----------------------- | ------- |
| 10 tháng 7 năm 2019  | TĐ     | 27    | Divock Origi            | [ 18 ]  |
| 15 tháng 7 năm 2019  | TM     | 73    | Kamil Grabara           | [ 19 ]  |
| 31 tháng 7 năm 2019  | HV     | 51    | Ki-Jana Hoever          | [ 20 ]  |
| 7 tháng 8 năm 2019   | HV     | 47    | Nathaniel Phillips      | [ 21 ]  |
| 16 tháng 8 năm 2019  | TV     | 48    | Curtis Jones            | [ 22 ]  |
| 22 tháng 8 năm 2019  | TV     | 15    | Alex Oxlade-Chamberlain | [ 23 ]  |
| 18 tháng 10 năm 2019 | HV     | 32    | Joël Matip              | [ 24 ]  |
| 13 tháng 12 năm 2019 | TV     | 7     | James Milner            | [ 25 ]  |
| 9 tháng 6 năm 2020   | TV     | 20    | Adam Lallana            | [ 26 ]  |
| 9 tháng 6 năm 2020   | TM     | 22    | Andy Lonergan           | [ 27 ]  |

| Ngày                 | Huấn luyện viên | Ghi chú |
| -------------------- | --------------- | ------- |
| 13 tháng 12 năm 2019 | Jürgen Klopp    | [ 28 ]  |

## Chuyển nhượng và cho mượn

### Chuyển nhượng từ
| Ngày mua            | Vị trí    | Số áo     | Cầu thủ           | Từ CLB            | Giá          | Ghi chú    |
| ------------------- | --------- | --------- | ----------------- | ----------------- | ------------ | ---------- |
| 1 tháng 7 năm 2019  | HV        | 72        | Sepp van den Berg | PEC Zwolle        | £1.300.000   | [ 29 ]     |
| 28 tháng 7 năm 2019 | TV        | 67        | Harvey Elliott    | Fulham            | Không có giá | [ 30 ]     |
| 5 tháng 8 năm 2019  | TM        | 13        | Adrián            | West Ham United   | Tự do        | [ 31 ]     |
| 12 tháng 8 năm 2019 | TM        | 22        | Andy Lonergan     | Middlesbrough     | Tự do        | [ 32 ]     |
| 1 tháng 1 năm 2020  | TĐ        | 18        | Takumi Minamino   | Red Bull Salzburg | £7.250.000   | [ 33 ]     |
| Tổng cộng           | Tổng cộng | Tổng cộng | Tổng cộng         | Tổng cộng         | £8.550.000   | £8.550.000 |

1. ↑  Phí cuối cùng có thể tăng lên £4.400.000.
2. ↑  Liverpool và Fulham sẽ ra tòa để đưa ra mức phí cho Harvey Elliott.

### Bán
| Ngày bán           | Vị trí    | Số áo     | Cầu thủ          | Đến CLB          | Giá                 | Ghi chú     |
| ------------------ | --------- | --------- | ---------------- | ---------------- | ------------------- | ----------- |
| 1 tháng 7 năm 2019 | TĐ        | 15        | Daniel Sturridge | Trabzonspor      | Giải phóng hợp đồng | [ 34 ]      |
| 1 tháng 7 năm 2019 | HV        | 18        | Alberto Moreno   | Villarreal       | Giải phóng hợp đồng | [ 34 ]      |
| 1 tháng 7 năm 2019 | TM        | 34        | Ádám Bogdán      | Hibernian        | Giải phóng hợp đồng | [ 34 ]      |
| 1 tháng 7 năm 2019 | HV        | 56        | Connor Randall   | Arda             | Giải phóng hợp đồng | [ 34 ]      |
| 1 tháng 7 năm 2019 | TV        | 64        | Rafael Camacho   | Sporting CP      | £5.000.000          | [ 35 ]      |
| 1 tháng 7 năm 2019 | TĐ        | 28        | Danny Ings       | Southampton      | £18.000.000         | [ 36 ]      |
| 5 tháng 8 năm 2019 | TM        | 22        | Simon Mignolet   | Club Brugge      | £6.400.000          | [ 37 ]      |
| 2 tháng 9 năm 2019 | TV        | 40        | Ryan Kent        | Rangers          | £6.500.000          | [ 38 ]      |
| 9 tháng 1 năm 2020 | TV        | —         | Allan            | Atlético Mineiro | £3.200.000          | [ 39 ]      |
| 1 tháng 7 năm 2020 | HV        | 2         | Nathaniel Clyne  |                  | Giải phóng hợp đồng | [ 40 ]      |
| 1 tháng 7 năm 2020 | TV        | 68        | Pedro Chirivella | Nantes           | Tự do               | [ 41 ]      |
| Tổng cộng          | Tổng cộng | Tổng cộng | Tổng cộng        | Tổng cộng        | £39.100.000         | £39.100.000 |

1. ↑  Phí cuối cùng có thể tăng lên £7.000.000.
2. ↑  Phí cuối cùng có thể tăng lên £20.000.000.
3. ↑  Phí cuối cùng có thể tăng lên £8.200.000.
4. ↑  Phí cuối cùng có thể tăng lên £7.500.000

### Cho mượn
| Ngày mượn           | Ngày trả             | Vị trí    | Số áo     | Cầu thủ            | Đến CLB           | Giá        | Ghi chú       |
| ------------------- | -------------------- | --------- | --------- | ------------------ | ----------------- | ---------- | ------------- |
| 25 tháng 8 năm 2018 | 4 tháng 5 năm 2020   | TM        | —         | Loris Karius       | Beşiktaş          | £2.250.000 | [ 42 ] [ 43 ] |
| 1 tháng 7 năm 2019  | 31 tháng 12 năm 2019 | TV        | —         | Allan              | Fluminense        | Không      | [ 44 ]        |
| 1 tháng 7 năm 2019  | 30 tháng 6 năm 2020  | TV        | 16        | Marko Grujić       | Hertha BSC        | £2.000.000 | [ 45 ]        |
| 1 tháng 7 năm 2019  | 30 tháng 6 năm 2020  | TĐ        | 54        | Sheyi Ojo          | Rangers           | Không      | [ 46 ]        |
| 15 tháng 7 năm 2019 | 30 tháng 6 năm 2020  | TM        | 73        | Kamil Grabara      | Huddersfield Town | Không      | [ 19 ]        |
| 30 tháng 7 năm 2019 | 30 tháng 6 năm 2020  | TV        | 58        | Ben Woodburn       | Oxford United     | Không      | [ 47 ]        |
| 6 tháng 8 năm 2019  | 30 tháng 6 năm 2020  | TĐ        | —         | Taiwo Awoniyi      | Mainz 05          | £600.000   | [ 48 ]        |
| 6 tháng 8 năm 2019  | 31 tháng 7 năm 2020  | TĐ        | 59        | Harry Wilson       | Bournemouth       | £2.500.000 | [ 49 ] [ 50 ] |
| 7 tháng 8 năm 2019  | 27 tháng 12 năm 2019 | HV        | 47        | Nathaniel Phillips | VfB Stuttgart     | Không      | [ 21 ] [ 51 ] |
| 8 tháng 8 năm 2019  | 30 tháng 6 năm 2020  | TV        | 53        | Ovie Ejaria        | Reading           | Không      | [ 52 ]        |
| 7 tháng 1 năm 2020  | 30 tháng 6 năm 2020  | TĐ        | 24        | Rhian Brewster     | Swansea City      | Không      | [ 53 ]        |
| 13 tháng 1 năm 2020 | 30 tháng 6 năm 2020  | HV        | 47        | Nathaniel Phillips | VfB Stuttgart     | Không      | [ 54 ]        |
| Tổng cộng           | Tổng cộng            | Tổng cộng | Tổng cộng | Tổng cộng          | Tổng cộng         | £7.350.000 | £7.350.000    |

1. ↑  Phí cuối cùng có thể tăng lên £2.500.000.
2. ↑  Phí cuối cùng có thể tăng lên £3.000.000.

### Tóm tắt chuyển nhượng
| Chi tiêu Mùa hè: £ 1.300.000 Mùa đông: £ 7.250.000 Tổng cộng: £ 8.550.000 | Thu nhập Mùa hè: £ 43.250.000 Mùa đông: £ 3.200.000 Tổng cộng: £ 46.450.000 | Lãi ròng Mùa hè: £ 41.950.000 Mùa đông: £ 4.050.000 Tổng cộng: £ 37.900.000 |

## Giao hữu

### Trước mùa giải
Vào tháng 6 năm 2019, Liverpool đã công bố lịch trình trước mùa giải của họ.
| 11 tháng 7 năm 2019 Giao hữu | Tranmere Rovers | 0–6      | Liverpool                                                         | Birkenhead, Anh                                 |  |
| 19:30 BST                    |                 | Chi tiết | Clyne 6' · Brewster 38', 45' · Jones 53' · Origi 60' · Duncan 67' | Sân vận động: Prenton Park Trọng tài: Mike Dean |  |

| 14 tháng 7 năm 2019 Giao hữu | Bradford City     | 1–3      | Liverpool                              | Bradford, Anh                                                               |  |
| 15:00 BST                    | Doyle 81' (ph.đ.) | Chi tiết | Milner 13', 15' (ph.đ.) · Brewster 41' | Sân vận động: Valley Parade Lượng khán giả: 24.343 Trọng tài: Andrew Madley |  |

| 20 tháng 7 năm 2019 Giao hữu | Liverpool                                            | 2–3      | Borussia Dortmund                                         | Notre Dame, Hoa Kỳ                                                                            |  |
| 01:00 BST                    | Wilson 35' · Larouci 43' · Brewster 75' (ph.đ.), 84' | Chi tiết | Alcácer 3' · Hummels 11' · Delaney 53' · Bruun Larsen 58' | Sân vận động: Sân vận động Notre Dame Lượng khán giả: 40.361 Trọng tài: Nima Saghafi (Hoa Kỳ) |  |

| 21 tháng 7 năm 2019 Giao hữu | Liverpool                | 1–2      | Sevilla                                                             | Boston, Hoa Kỳ                                                                     |  |
| 23:00 BST                    | Woodburn 36' · Origi 44' | Chi tiết | Banega 12' · Diego Carlos 35' · Nolito 37' · Gnagnon 76' · Pozo 90' | Sân vận động: Fenway Park Lượng khán giả: 35.654 Trọng tài: Fotis Bazakos (Hoa Kỳ) |  |

| 25 tháng 7 năm 2019 Giao hữu | Liverpool                               | 2–2      | Sporting CP                          | Thành phố New York, Hoa Kỳ                                                                |  |
| 23:00 BST                    | Origi 20' · Wijnaldum 44' · Fabinho 88' | Chi tiết | Fernandes 4' · Neto 30' · Wendel 53' | Sân vận động: Sân vận động Yankee Lượng khán giả: 31.112 Trọng tài: Sorin Stoica (Hoa Kỳ) |  |

| 28 tháng 7 năm 2019 Giao hữu | Liverpool | 0–3      | Napoli                               | Edinburgh, Scotland                                                                              |  |
| 17:30 BST                    |           | Chi tiết | Insigne 17' · Milik 28' · Younes 52' | Sân vận động: Sân vận động Murrayfield Lượng khán giả: 65.442 Trọng tài: Bobby Madden (Scotland) |  |

| 31 tháng 7 năm 2019 Giao hữu | Liverpool                                                                | 3–1      | Lyon             | Geneva, Thụy Sĩ                                                         |  |
| 18:00 BST                    | Alisson 3' · Firmino 17' · Andersen 21' (l.n.) · Hoever 38' · Wilson 53' | Chi tiết | Depay 4' (ph.đ.) | Sân vận động: Sân vận động Genève Trọng tài: Stephan Klossner (Thụy Sĩ) |  |

### Giữa mùa
| 11 tháng 6 năm 2020 Giao hữu | Liverpool                                                                   | 6–0      | Blackburn Rovers | Liverpool, Anh                          |  |
|                              | Mané 10' · Keïta 23' · Minamino 36' · Matip 67' · Hoever 69' · Clarkson 84' | Chi tiết |                  | Sân vận động: Anfield Lượng khán giả: 0 |  |

1. ↑  Số lượng người tham dự lớn nhất tại một trận đấu bóng đá ở Scotland kể từ Chung kết Cúp Scotland 1989.[56]

## Thi đấu

### Nhìn chung
| Giải đấu              | Vòng xuất phát | Vị trí cuối cùng | Trận đầu          | Trận cuối         |
| --------------------- | -------------- | ---------------- | ----------------- | ----------------- |
| Ngoại hạng Anh        | Vòng 1         | Vô địch          | 9 tháng 8, 2019   | 26 tháng 7, 2020  |
| Cúp FA                | Vòng 3         | Vòng 5           | 5 tháng 1, 2020   | 3 tháng 3, 2020   |
| Cúp EFL               | Vòng 3         | Tứ kết           | 25 tháng 9, 2019  | 17 tháng 12, 2019 |
| UEFA Champions League | Vòng bảng      | Vòng 16 đội      | 17 tháng 9, 2019  | 11 tháng 3, 2020  |
| Siêu cúp Anh          | Chung kết      | Á quân           | 4 tháng 8, 2019   | 4 tháng 8, 2019   |
| UEFA Super Cup        | Chung kết      | Vô địch          | 14 tháng 8, 2019  | 14 tháng 8, 2019  |
| FIFA Club World Cup   | Bán kết        | Vô địch          | 18 tháng 12, 2019 | 21 tháng 12, 2019 |

Lần cập nhật cuối: 24 tháng 6, 2020
Nguồn: Các giải đấu

### Tổng quát
| Giải                  | Thành tích | Thành tích | Thành tích | Thành tích | Thành tích | Thành tích | Thành tích | Thành tích |
| Giải                  | ST         | T          | H          | B          | BT         | BT         | HS         | % trắng    |
| --------------------- | ---------- | ---------- | ---------- | ---------- | ---------- | ---------- | ---------- | ---------- |
| Ngoại hạng Anh        | 35         | 30         | 3          | 2          | 76         | 27         | +49        | 085,71     |
| Cúp FA                | 4          | 2          | 1          | 1          | 4          | 4          | +0         | 050,00     |
| Cúp EFL               | 3          | 1          | 1          | 1          | 7          | 10         | −3         | 033,33     |
| Siêu cúp Anh          | 1          | 0          | 1          | 0          | 1          | 1          | +0         | 000,00     |
| FIFA Club World Cup   | 2          | 2          | 0          | 0          | 3          | 1          | +2         | 100,00     |
| UEFA Super Cup        | 1          | 0          | 1          | 0          | 2          | 2          | +0         | 000,00     |
| UEFA Champions League | 8          | 4          | 1          | 3          | 15         | 12         | +3         | 050,00     |
| Tổng cộng             | 54         | 39         | 8          | 7          | 108        | 57         | +51        | 072,22     |

Lần cập nhật cuối: 26 tháng 7, 2020
Nguồn: Các giải đấu

### Premier League

#### Bảng xếp hạng
| VT | Đội               | ST | T  | H  | B  | BT  | BB | HS  | Đ  | Giành quyền tham dự hoặc xuống hạng |
| -- | ----------------- | -- | -- | -- | -- | --- | -- | --- | -- | ----------------------------------- |
| 1  | Liverpool (C)     | 38 | 32 | 3  | 3  | 85  | 33 | +52 | 99 | Lọt vào vòng bảng Champions League  |
| 2  | Manchester City   | 38 | 26 | 3  | 9  | 102 | 35 | +67 | 81 | Lọt vào vòng bảng Champions League  |
| 3  | Manchester United | 38 | 18 | 12 | 8  | 66  | 36 | +30 | 66 | Lọt vào vòng bảng Champions League  |
| 4  | Chelsea           | 38 | 20 | 6  | 12 | 69  | 54 | +15 | 66 | Lọt vào vòng bảng Champions League  |
| 5  | Leicester City    | 38 | 18 | 8  | 12 | 67  | 41 | +26 | 62 | Lọt vào vòng bảng Europa League     |

1. ↑  Manchester City ban đầu bị cấm khỏi tất cả các giải đấu câu lạc bộ châu Âu cho mùa giải 2020–21 và 2021–22 bởi Cơ quan kiểm soát tài chính câu lạc bộ UEFA vào ngày 14 tháng 2 năm 2020 do đã vi phạm Luật công bằng tài chính UEFA.[57] Quyết định đã được kháng cáo lên Tòa án Trọng tài Thể thao (CAS) vào ngày 26 tháng 2 năm 2020.[58] Đơn kháng cáo đó đã được nhận vào ngày 8 tháng 6 năm 2020.[59] Kháng cáo được chấp nhận vào ngày 13 tháng 7 năm 2020 và lệnh cấm được gỡ bỏ.[60]

#### Tóm tắt mùa giải
| Tổng thể | Tổng thể | Tổng thể | Tổng thể | Tổng thể | Tổng thể | Tổng thể | Tổng thể | Sân nhà | Sân nhà | Sân nhà | Sân nhà | Sân nhà | Sân nhà | Sân khách | Sân khách | Sân khách | Sân khách | Sân khách | Sân khách |
| ST       | T        | H        | B        | BT       | BB       | HS       | Đ        | T       | H       | B       | BT      | BB      | HS      | T         | H         | B         | BT        | BB        | HS        |
| -------- | -------- | -------- | -------- | -------- | -------- | -------- | -------- | ------- | ------- | ------- | ------- | ------- | ------- | --------- | --------- | --------- | --------- | --------- | --------- |
| 38       | 32       | 3        | 3        | 85       | 33       | +52      | 99       | 18      | 1       | 0       | 52      | 16      | +36     | 14        | 2         | 3         | 33        | 17        | +16       |

Cập nhật lần cuối: ngày 26 tháng 7 năm 2020.

Nguồn: 

#### Kết quả theo ngày thi đấu
| Matchday | 1 | 2 | 3 | 4 | 5 | 6 | 7 | 8 | 9 | 10 | 11 | 12 | 13 | 14 | 15 | 16 | 17 | 18 | 19 | 20 | 21 | 22 | 23 | 24 | 25 | 26 | 27 | 28 | 29 | 30 | 31 | 32 | 33 | 34 | 35 | 36 | 37 | 38 |
| -------- | - | - | - | - | - | - | - | - | - | -- | -- | -- | -- | -- | -- | -- | -- | -- | -- | -- | -- | -- | -- | -- | -- | -- | -- | -- | -- | -- | -- | -- | -- | -- | -- | -- | -- | -- |
| Sân      | H | A | H | A | H | A | A | H | A | H  | A  | H  | A  | H  | H  | A  | H  | A  | H  | H  | A  | H  | A  | A  | H  | A  | H  | A  | H  | A  | H  | A  | H  | A  | H  | A  | H  | A  |
| Kết quả  | W | W | W | W | W | W | W | W | D | W  | W  | W  | W  | W  | W  | W  | W  | W  | W  | W  | W  | W  | W  | W  | W  | W  | W  | L  | W  | D  | W  | L  | W  | W  | D  | L  | W  | W  |
| Vị trí   | 3 | 1 | 1 | 1 | 1 | 1 | 1 | 1 | 1 | 1  | 1  | 1  | 1  | 1  | 1  | 1  | 1  | 1  | 1  | 1  | 1  | 1  | 1  | 1  | 1  | 1  | 1  | 1  | 1  | 1  | 1  | 1  | 1  | 1  | 1  | 1  | 1  | 1  |

#### Các trận
Vào ngày 13 tháng 6 năm 2019, lịch thi đấu của Ngoại hạng Anh đã được công bố.
| 9 tháng 8 năm 2019 1               | Liverpool                                               | 4–1      | Norwich City                      | Liverpool                                                              |  |
| 20:00 BST                          | Hanley 7' (l.n.) · Salah 19' · Van Dijk 28' · Origi 42' | Chi tiết | Leitner 60' · Pukki 64' · Emi 65' | Sân vận động: Anfield Lượng khán giả: 53.310 Trọng tài: Michael Oliver |  |
| Ghi chú: Trực tiếp trên Sky Sports |                                                         |          |                                   |                                                                        |  |

| 17 tháng 8 năm 2019 2 | Southampton                        | 1–2      | Liverpool                                       | Southampton                                                                            |  |
| 15:00 BST             | Romeu 36' · Ings 83' · Djenepo 84' | Chi tiết | Mané 45+1' · Firmino 71' · Alexander-Arnold 79' | Sân vận động: Sân vận động St. Mary's Lượng khán giả: 31.712 Trọng tài: Andre Marriner |  |

| 24 tháng 8 năm 2019 3              | Liverpool                                          | 3–1      | Arsenal                       | Liverpool                                                              |  |
| 17:30 BST                          | Matip 41' · Salah 49' (ph.đ.), 58' · Fabinho 90+3' | Chi tiết | David Luiz 48' · Torreira 85' | Sân vận động: Anfield Lượng khán giả: 53.298 Trọng tài: Anthony Taylor |  |
| Ghi chú: Trực tiếp trên Sky Sports |                                                    |          |                               |                                                                        |  |

| 31 tháng 8 năm 2019 4              | Burnley | 0–3      | Liverpool                                | Burnley                                                                  |  |
| 17:30 BST                          |         | Chi tiết | Wood 33' (l.n.) · Mané 37' · Firmino 80' | Sân vận động: Turf Moor Lượng khán giả: 21.762 Trọng tài: Chris Kavanagh |  |
| Ghi chú: Trực tiếp trên Sky Sports |         |          |                                          |                                                                          |  |

| 14 tháng 9 năm 2019 5            | Liverpool                 | 3–1      | Newcastle United | Liverpool                                                              |  |
| 12:30 BST                        | Mané 28', 40' · Salah 72' | Chi tiết | Willems 7'       | Sân vận động: Anfield Lượng khán giả: 53.330 Trọng tài: Andre Marriner |  |
| Ghi chú: Trực tiếp trên BT Sport |                           |          |                  |                                                                        |  |

| 22 tháng 9 năm 2019 6              | Chelsea                                             | 1–2      | Liverpool                                                          | Fulham, Luân Đôn                                                               |  |
| 16:30 BST                          | Tomori 20' · Kanté 71' · Kovačić 84' · Alonso 90+4' | Chi tiết | Alexander-Arnold 14', 57' · Firmino 30' · Fabinho 78' · Milner 86' | Sân vận động: Stamford Bridge Lượng khán giả: 40.398 Trọng tài: Michael Oliver |  |
| Ghi chú: Trực tiếp trên Sky Sports |                                                     |          |                                                                    |                                                                                |  |

| 28 tháng 9 năm 2019 7            | Sheffield United | 0–1      | Liverpool                  | Sheffield                                                                   |  |
| 12:30 BST                        | O'Connell 63'    | Chi tiết | Wijnaldum 70' · Adrián 83' | Sân vận động: Bramall Lane Lượng khán giả: 31.774 Trọng tài: Anthony Taylor |  |
| Ghi chú: Trực tiếp trên BT Sport |                  |          |                            |                                                                             |  |

| 5 tháng 10 năm 2019 8 | Liverpool                                     | 2–1      | Leicester City                                                     | Liverpool                                                              |  |
| 15:00 BST             | Fabinho 39' · Mané 40' · Milner 90+5' (ph.đ.) | Chi tiết | Ndidi 30' · Söyüncü 53' · Evans 69' · Maddison 80' · Choudhury 90' | Sân vận động: Anfield Lượng khán giả: 53.322 Trọng tài: Chris Kavanagh |  |

| 20 tháng 10 năm 2019 9             | Manchester United | 1–1      | Liverpool                 | Manchester                                                                   |  |
| 16:30 BST                          | Rashford 36'      | Chi tiết | Fabinho 70' · Lallana 85' | Sân vận động: Old Trafford Lượng khán giả: 73.737 Trọng tài: Martin Atkinson |  |
| Ghi chú: Trực tiếp trên Sky Sports |                   |          |                           |                                                                              |  |

| 27 tháng 10 năm 2019 10            | Liverpool                                                                            | 2–1      | Tottenham Hotspur                               | Liverpool                                                              |  |
| 16:30 GMT                          | Lovren 50' · Henderson 52' · Alexander-Arnold 64' · Salah 75' (ph.đ.) · Milner 90+1' | Chi tiết | Kane 1' · Sissoko 36' · Rose 37' · Ndombele 72' | Sân vận động: Anfield Lượng khán giả: 53.222 Trọng tài: Anthony Taylor |  |
| Ghi chú: Trực tiếp trên Sky Sports |                                                                                      |          |                                                 |                                                                        |  |

| 2 tháng 11 năm 2019 11 | Aston Villa                  | 1–2      | Liverpool                                      | Birmingham                                                               |  |
| 15:00 GMT              | Trézéguet 21' · El Ghazi 81' | Chi tiết | Mané 37', 90+4' · Van Dijk 58' · Robertson 87' | Sân vận động: Villa Park Lượng khán giả: 41.878 Trọng tài: Jonathan Moss |  |

| 10 tháng 11 năm 2019 12            | Liverpool                         | 3–1      | Manchester City                                | Liverpool                                                              |  |
| 16:30 GMT                          | Fabinho 6' · Salah 13' · Mané 51' | Chi tiết | Rodri 65' · B. Silva 78' · Gabriel Jesus 90+5' | Sân vận động: Anfield Lượng khán giả: 53.324 Trọng tài: Michael Oliver |  |
| Ghi chú: Trực tiếp trên Sky Sports |                                   |          |                                                |                                                                        |  |

| 23 tháng 11 năm 2019 13 | Crystal Palace | 1–2      | Liverpool                            | Selhurst, Luân Đôn                                                         |  |
| 15:00 GMT               | Zaha 82'       | Chi tiết | Mané 49' · Fabinho 54' · Firmino 85' | Sân vận động: Selhurst Park Lượng khán giả: 25.486 Trọng tài: Kevin Friend |  |

| 30 tháng 11 năm 2019 14 | Liverpool                       | 2–1      | Brighton & Hove Albion | Liverpool                                                               |  |
| 15:00 GMT               | Van Dijk 18', 24' · Alisson 76' | Chi tiết | Dunk 79'               | Sân vận động: Anfield Lượng khán giả: 53.319 Trọng tài: Martin Atkinson |  |

| 4 tháng 12 năm 2019 15               | Liverpool                                                                     | 5–2      | Everton                                         | Liverpool                                                         |  |
| 20:15 GMT                            | Origi 6', 31' · Shaqiri 17' · Alexander-Arnold 27' · Mané 45' · Wijnaldum 90' | Chi tiết | Keane 21' · Richarlison 31', 45+3' · Davies 67' | Sân vận động: Anfield Lượng khán giả: 53.094 Trọng tài: Mike Dean |  |
| Ghi chú: Trực tiếp trên Amazon Prime |                                                                               |          |                                                 |                                                                   |  |

| 7 tháng 12 năm 2019 16 | Bournemouth | 0–3      | Liverpool                                                  | Bournemouth                                                                          |  |
| 15:00 GMT              |             | Chi tiết | Oxlade-Chamberlain 35' · Gomez 39' · Keïta 44' · Salah 54' | Sân vận động: Sân vận động Vitality Lượng khán giả: 10.832 Trọng tài: Chris Kavanagh |  |

| 14 tháng 12 năm 2019 17          | Liverpool                                   | 2–0      | Watford    | Liverpool                                                              |  |
| 12:30 GMT                        | Salah 38', 90' · Henderson 43' · Milner 57' | Chi tiết | Hughes 24' | Sân vận động: Anfield Lượng khán giả: 53.311 Trọng tài: Andre Marriner |  |
| Ghi chú: Trực tiếp trên BT Sport |                                             |          |            |                                                                        |  |

| 26 tháng 12 năm 2019 18              | Leicester City | 0–4      | Liverpool                                                                | Leicester                                                                              |  |
| 20:00 GMT                            | Maddison 73'   | Chi tiết | Firmino 31', 74' · Gomez 62' · Milner 71' (ph.đ.) · Alexander-Arnold 78' | Sân vận động: Sân vận động King Power Lượng khán giả: 32.211 Trọng tài: Michael Oliver |  |
| Ghi chú: Trực tiếp trên Amazon Prime |                |          |                                                                          |                                                                                        |  |

| 29 tháng 12 năm 2019 19            | Liverpool                | 1–0      | Wolverhampton Wanderers | Liverpool                                                              |  |
| 16:30 GMT                          | Mané 42' · Lallana 45+1' | Chi tiết |                         | Sân vận động: Anfield Lượng khán giả: 53.326 Trọng tài: Anthony Taylor |  |
| Ghi chú: Trực tiếp trên Sky Sports |                          |          |                         |                                                                        |  |

| 2 tháng 1 năm 2020 20            | Liverpool           | 2–0      | Sheffield United | Liverpool                                                            |  |
| 20:00 GMT                        | Salah 4' · Mané 64' | Chi tiết |                  | Sân vận động: Anfield Lượng khán giả: 53.321 Trọng tài: Paul Tierney |  |
| Ghi chú: Trực tiếp trên BT Sport |                     |          |                  |                                                                      |  |

| 11 tháng 1 năm 2020 21             | Tottenham Hotspur | 0–1      | Liverpool                                        | Tottenham, Luân Đôn                                                                            |  |
| 17:30 GMT                          |                   | Chi tiết | Gomez 23' · Firmino 37' · Oxlade-Chamberlain 39' | Sân vận động: Sân vận động Tottenham Hotspur Lượng khán giả: 61.023 Trọng tài: Martin Atkinson |  |
| Ghi chú: Trực tiếp trên Sky Sports |                   |          |                                                  |                                                                                                |  |

| 19 tháng 1 năm 2020 22             | Liverpool                         | 2–0      | Manchester United                | Liverpool                                                            |  |
| 16:30 GMT                          | Van Dijk 14' · Salah 90+3', 90+4' | Chi tiết | Matić 8' · De Gea 25' · Shaw 72' | Sân vận động: Anfield Lượng khán giả: 52.916 Trọng tài: Craig Pawson |  |
| Ghi chú: Trực tiếp trên Sky Sports |                                   |          |                                  |                                                                      |  |

| 23 tháng 1 năm 2020 23           | Wolverhampton Wanderers | 1–2      | Liverpool                                  | Wolverhampton                                                                        |  |
| 20:00 GMT                        | Jiménez 51'             | Chi tiết | Henderson 8' · Robertson 56' · Firmino 84' | Sân vận động: Sân vận động Molineux Lượng khán giả: 31.746 Trọng tài: Michael Oliver |  |
| Ghi chú: Trực tiếp trên BT Sport |                         |          |                                            |                                                                                      |  |

| 29 tháng 1, 2020 24                                                     | West Ham United      | 0–2      | Liverpool                                  | Stratford, Luân Đôn                                                                 |  |
| 19:45 GMT                                                               | Diop 34' · Noble 43' | Chi tiết | Salah 35' (ph.đ.) · Oxlade-Chamberlain 52' | Sân vận động: Sân vận động Luân Đôn Lượng khán giả: 59.959 Trọng tài: Jonathan Moss |  |
| Ghi chú: Trận đấu đã bị hoãn do Liverpool tham gia FIFA Club World Cup. |                      |          |                                            |                                                                                     |  |

| 1 tháng 2 năm 2020 25 | Liverpool                                               | 4–0      | Southampton                    | Liverpool                                                            |  |
| 15:00 GMT             | Oxlade-Chamberlain 47' · Henderson 60' · Salah 71', 90' | Chi tiết | Ward-Prowse 65' · Stephens 89' | Sân vận động: Anfield Lượng khán giả: 53.291 Trọng tài: Kevin Friend |  |

| 15 tháng 2 năm 2020 26             | Norwich City | 0–1      | Liverpool                 | Norwich                                                                    |  |
| 17:30 GMT                          | Hanley 41'   | Chi tiết | Mané 78', 90' · Keïta 83' | Sân vận động: Carrow Road Lượng khán giả: 27.110 Trọng tài: Stuart Attwell |  |
| Ghi chú: Trực tiếp trên Sky Sports |              |          |                           |                                                                            |  |

| 24 tháng 2 năm 2020 27             | Liverpool                           | 3–2      | West Ham United                                    | Liverpool                                                             |  |
| 20:00 GMT                          | Wijnaldum 9' · Salah 68' · Mané 81' | Chi tiết | Diop 12', 66' · Rice 51' · Fornals 54' · Noble 80' | Sân vận động: Anfield Lượng khán giả: 53.313 Trọng tài: Jonathan Moss |  |
| Ghi chú: Trực tiếp trên Sky Sports |                                     |          |                                                    |                                                                       |  |

| 29 tháng 2 năm 2020 28             | Watford                    | 3–0      | Liverpool | Watford                                                                      |  |
| 17:30 GMT                          | Sarr 54', 60' · Deeney 72' | Chi tiết |           | Sân vận động: Vicarage Road Lượng khán giả: 21.634 Trọng tài: Michael Oliver |  |
| Ghi chú: Trực tiếp trên Sky Sports |                            |          |           |                                                                              |  |

| 7 tháng 3 năm 2020 29            | Liverpool            | 2–1      | Bournemouth         | Liverpool                                                            |  |
| 12:30 GMT                        | Salah 25' · Mané 33' | Chi tiết | C. Wilson 9', 90+2' | Sân vận động: Anfield Lượng khán giả: 53.323 Trọng tài: Paul Tierney |  |
| Ghi chú: Trực tiếp trên BT Sport |                      |          |                     |                                                                      |  |

| 21 tháng 6 năm 2020 30 | Everton               | 0–0      | Liverpool              | Liverpool                                                          |  |
| 19:00 BST | Keane 40' · Digne 61' | Chi tiết | Milner 20' · Origi 85' | Sân vận động: Goodison Park Lượng khán giả: 0 Trọng tài: Mike Dean |  |
| Ghi chú: Trực tiếp trên Sky Sports. Trận đấu bị hoãn vào ngày 13 tháng 3 năm 2020 do lo ngại về đại dịch COVID-19, và lùi lịch đến 21 tháng 6. |                       |          |                        |                                                                    |  |

| 24 tháng 6 năm 2020 31 | Liverpool                                                 | 4–0      | Crystal Palace | Liverpool                                                          |  |
| 20:15 BST | Alexander-Arnold 23' · Salah 44' · Fabinho 55' · Mané 69' | Chi tiết |                | Sân vận động: Anfield Lượng khán giả: 0 Trọng tài: Martin Atkinson |  |
| Ghi chú: Trực tiếp trên Sky Sports. Trận đấu bị hoãn vào ngày 13 tháng 3 năm 2020 do lo ngại về đại dịch COVID-19, và lùi lịch đến 24 tháng 6. |                                                           |          |                |                                                                    |  |

| 2 tháng 7 năm 2020 32 | Manchester City                                                                                           | 4–0      | Liverpool                   | Manchester                                                                                  |  |
| 20:15 BST | De Bruyne 25' (ph.đ.) · Sterling 35' · Mendy 41' · Foden 45' · Walker 57' · Oxlade-Chamberlain 66' (l.n.) | Chi tiết | Gomez 24' · Henderson 90+1' | Sân vận động: Sân vận động Thành phố Manchester Lượng khán giả: 0 Trọng tài: Anthony Taylor |  |
| Ghi chú: Trực tiếp trên Sky Sports. Trận đấu bị hoãn vào ngày 19 tháng 3 năm 2020 do lo ngại về đại dịch COVID-19, và lùi lịch đến 2 tháng 7. | |          |                             |                                                                                             |  |

| 5 tháng 7 năm 2020 33 | Liverpool                            | 2–0      | Aston Villa | Liverpool                                                       |  |
| 16:30 BST | Robertson 20' · Mané 71' · Jones 89' | Chi tiết | McGinn 36'  | Sân vận động: Anfield Lượng khán giả: 0 Trọng tài: Paul Tierney |  |
| Ghi chú: Trực tiếp trên Sky Sports. Trận đấu bị hoãn vào ngày 19 tháng 3 năm 2020 do lo ngại về đại dịch COVID-19 và lùi lịch đến 5 tháng 7. |                                      |          |             |                                                                 |  |

| 8 tháng 7 năm 2020 34 | Brighton & Hove Albion     | 1–3      | Liverpool                                                                        | Brighton                                                                    |  |
| 20:15 BST | Trossard 45' · Lamptey 85' | Chi tiết | Salah 6', 76' · Henderson 8' · Williams 41' · Mané 63' · Fabinho 78' · Gomez 89' | Sân vận động: Sân vận động Falmer Lượng khán giả: 0 Trọng tài: Craig Pawson |  |
| Ghi chú: Trực tiếp trên Sky Sports. Trận đấu bị hoãn vào ngày 19 tháng 3 năm 2020 do lo ngại về đại dịch COVID-19, và lùi lịch đến 8 tháng 7. |                            |          |                                                                                  |                                                                             |  |

| 11 tháng 7 năm 2020 35 | Liverpool                 | 1–1      | Burnley                                 | Liverpool                                                      |  |
| 15:00 BST | Robertson 34' · Gomez 80' | Chi tiết | Rodriguez 69' · Bardsley 88' · Pope 89' | Sân vận động: Anfield Lượng khán giả: 0 Trọng tài: David Coote |  |
| Ghi chú: Trực tiếp trên BT Sport. Trận đấu bị hoãn vào ngày 19 tháng 3 năm 2020 do lo ngại về đại dịch COVID-19, và lùi lịch đến 11 tháng 7. |                           |          |                                         |                                                                |  |

| 15 tháng 7 năm 2020 36                                                                                             | Arsenal                                                                | 2–1      | Liverpool                       | Holloway, Luân Đôn                                                            |  |
| 20:15 BST | Lacazette 32' · Nelson 44' · Torreira 46' · Xhaka 81' · Ceballos 90+1' | Chi tiết | Mané 20' · Alexander-Arnold 48' | Sân vận động: Sân vận động Emirates Lượng khán giả: 0 Trọng tài: Paul Tierney |  |
| Ghi chú: Trận đấu bị hoãn vào ngày 3 tháng 4 năm 2020 do lo ngại về đại dịch COVID-19, và lùi lịch đến 15 tháng 7. |                                                                        |          |                                 |                                                                               |  |

| 22 tháng 7 năm 2020 37                                                                                             | Liverpool                                                                                           | 5–3      | Chelsea                                  | Liverpool                                                         |  |
| 20:15 BST | Keïta 23' · Alexander-Arnold 38' · Wijnaldum 43' · Firmino 55' · Gomez 83' · Oxlade-Chamberlain 84' | Chi tiết | Giroud 45+3' · Abraham 61' · Pulisic 73' | Sân vận động: Anfield Lượng khán giả: 0 Trọng tài: Andre Marriner |  |
| Ghi chú: Trận đấu bị hoãn vào ngày 3 tháng 4 năm 2020 do lo ngại về đại dịch COVID-19, và lùi lịch đến 22 tháng 7. | |          |                                          |                                                                   |  |

| 26 tháng 7 năm 2020 38                                                                                             | Newcastle United         | 1–3      | Liverpool                           | Newcastle upon Tyne                                                      |  |
| 16:00 BST | Gayle 1' · Fernández 33' | Chi tiết | Van Dijk 38' · Origi 59' · Mané 89' | Sân vận động: St James' Park Lượng khán giả: 0 Trọng tài: Anthony Taylor |  |
| Ghi chú: Trận đấu bị hoãn vào ngày 3 tháng 4 năm 2020 do lo ngại về đại dịch COVID-19, và lùi lịch đến 26 tháng 7. |                          |          |                                     |                                                                          |  |

### Cúp FA
Liverpool bước vào tranh tài ở vòng 3. Lễ bốc thăm vòng 3 được thực hiện vào ngày 2 tháng 12 năm 2019. Lễ bốc thăm vòng 4 được thực hiện bởi Alex Scott và David O'Leary vào thứ Hai, ngày 6 tháng 1.
| 5 tháng 1 năm 2020 Vòng 3       | Liverpool | 1–0      | Everton   | Liverpool                                                             |  |
| 16:01 GMT                       | Jones 71' | Chi tiết | Digne 57' | Sân vận động: Anfield Lượng khán giả: 52.583 Trọng tài: Jonathan Moss |  |
| Ghi chú: Trực tiếp trên BBC One |           |          |           |                                                                       |  |

| 26 tháng 1 năm 2020 Vòng 4      | Shrewsbury Town           | 2–2      | Liverpool                                 | Shrewsbury                                                             |  |
| 17:00 GMT                       | Cummings 65' (ph.đ.), 75' | Chi tiết | Jones 15' · Love 46' (l.n.) · Larouci 64' | Sân vận động: New Meadow Lượng khán giả: 9.510 Trọng tài: Simon Hooper |  |
| Ghi chú: Trực tiếp trên BBC One |                           |          |                                           |                                                                        |  |

| 4 tháng 2 năm 2020 Đấu lại | Liverpool                                | 1–0      | Shrewsbury Town          | Liverpool                                                             |  |
| 19:45 GMT                  | N. Williams 40' · R. Williams 75' (l.n.) | Chi tiết | Golbourne 32' · Love 65' | Sân vận động: Anfield Lượng khán giả: 52.399 Trọng tài: Andrew Madley |  |

| 3 tháng 3 năm 2020 Vòng 5       | Chelsea                   | 2–0      | Liverpool                             | Fulham, Luân Đôn                                                                |  |
| 19:45 GMT                       | Willian 13' · Barkley 64' | Chi tiết | Fabinho 61' · Milner 76' · Mané 90+4' | Sân vận động: Stamford Bridge Lượng khán giả: 40,.103 Trọng tài: Chris Kavanagh |  |
| Ghi chú: Trực tiếp trên BBC One |                           |          |                                       |                                                                                 |  |

### Cúp EFL
Liverpool bước vào tranh tài ở vòng 3. Lễ bốc thăm được xác nhận vào ngày 28 tháng 8 năm 2019, trực tiếp trên Sky Sports. Lễ bốc thăm vòng 4 được thực hiện vào ngày 25 tháng 9 năm 2019. Lễ bốc thăm vòng tứ kết được tiến hành vào ngày 31 tháng 10, trực tiếp trên BBC Radio 2.
| 25 tháng 9 năm 2019 Vòng 3         | Milton Keynes Dons | 0–2      | Liverpool               | Denbigh                                                                         |  |
| 19:45 BST                          |                    | Chi tiết | Milner 41' · Hoever 69' | Sân vận động: Sân vận động MK Lượng khán giả: 28.521 Trọng tài: Oliver Langford |  |
| Ghi chú: Trực tiếp trên Sky Sports |                    |          |                         |                                                                                 |  |

| 30 tháng 10 năm 2019 Vòng 4                 | Liverpool | 5–5 (5–4 p)                                                   | Arsenal                                                                                               | Liverpool                                                              |  |
| 19:30 GMT                                   | Mustafi 6' (l.n.) · Brewster 24' · Milner 43' (ph.đ.) · Lallana 44' · Oxlade-Chamberlain 58' · Origi 62', 90+4' | Chi tiết                                                      | Torreira 19' · Martinelli 26', 36' · Maitland-Niles 54' · Willock 64', 70' · Kolašinac 77' · Saka 85' | Sân vận động: Anfield Lượng khán giả: 52.694 Trọng tài: Andre Marriner |  |
|                                             | | Loạt sút luân lưu                                             | |                                                                        |  |
| Milner · Lallana · Brewster · Origi · Jones | | Bellerín · Guendouzi · Martinelli · Ceballos · Maitland-Niles | |                                                                        |  |
| Ghi chú: Trực tiếp trên Sky Sports          | |                                                               | |                                                                        |  |

| 17 tháng 12 năm 2019 Tứ kết | Aston Villa                                                       | 5–0      | Liverpool           | Birmingham                                                           |  |
| 19:45 GMT | Hourihane 14' · Boyes 17' (l.n.) · Kodjia 37', 45' · Wesley 90+2' | Chi tiết | Christie-Davies 41' | Sân vận động: Villa Park Lượng khán giả: 30.323 Trọng tài: Lee Mason |  |
| Ghi chú: Trực tiếp trên Sky Sports. Liverpool sử dụng đội trẻ Liverpool làm đội một vì phải tách ra tham gia FIFA Club World Cup. |                                                                   |          |                     |                                                                      |  |

### UEFA Champions League
Liverpool bước vào cuộc cạnh tranh ở vòng bảng sau khi về đích ở vị trí thứ hai trong mùa giải 2018–19. Lữ đoàn Đỏ nằm chung bảng với Napoli, Red Bull Salzburg và Genk.

#### Vòng bảng
| VT | Đội               | ST | T | H | B | BT | BB | HS  | Đ  | Giành quyền tham dự                 |  | LIV | NAP | SAL | GNK |
| -- | ----------------- | -- | - | - | - | -- | -- | --- | -- | ----------------------------------- |  | --- | --- | --- | --- |
| 1  | Liverpool         | 6  | 4 | 1 | 1 | 13 | 8  | +5  | 13 | Đi tiếp vào vòng đấu loại trực tiếp |  | —   | 1–1 | 4–3 | 2–1 |
| 2  | Napoli            | 6  | 3 | 3 | 0 | 11 | 4  | +7  | 12 | Đi tiếp vào vòng đấu loại trực tiếp |  | 2–0 | —   | 1–1 | 4–0 |
| 3  | Red Bull Salzburg | 6  | 2 | 1 | 3 | 16 | 13 | +3  | 7  | Chuyển qua Europa League            |  | 0–2 | 2–3 | —   | 6–2 |
| 4  | Genk              | 6  | 0 | 1 | 5 | 5  | 20 | −15 | 1  |                                     |  | 1–4 | 0–0 | 1–4 | —   |

| 17 tháng 9, 2019 1 | Napoli                                    | 2–0      | Liverpool                  | Naples, Ý                                                                                |  |
| 20:00 BST          | Mertens 82' (ph.đ.) · Llorente 90', 90+2' | Chi tiết | Robertson 57' · Milner 61' | Sân vận động: Sân vận động San Paolo Lượng khán giả: 38.878 Trọng tài: Felix Brych (Đức) |  |

| 2 tháng 10, 2019 2 | Liverpool                                              | 4–3      | Red Bull Salzburg                               | Liverpool, Anh Quốc                                                                |  |
| 20:00 BST          | Mané 9' · Robertson 25' · Salah 36', 69' · Fabinho 86' | Chi tiết | Hwang Hee-chan 39' · Minamino 56' · Haaland 60' | Sân vận động: Anfield Lượng khán giả: 52.243 Trọng tài: Andreas Ekberg (Thụy Điển) |  |

| 23 tháng 10, 2019 3 | Genk          | 1–4      | Liverpool                                                     | Genk, Bỉ                                                                               |  |
| 20:00 BST           | Odey 84', 88' | Chi tiết | Oxlade-Chamberlain 2', 57' · Gomez 70' · Mané 77' · Salah 87' | Sân vận động: Luminus Arena Lượng khán giả: 19.626 Trọng tài: Slavko Vinčić (Slovenia) |  |

| 5 tháng 11, 2019 4 | Liverpool                              | 2–1      | Genk                                    | Liverpool, Anh Quốc                                                              |  |
| 20:00 GMT          | Wijnaldum 14' · Oxlade-Chamberlain 53' | Chi tiết | Lucumí 22' · Samatta 40' · De Norre 83' | Sân vận động: Anfield Lượng khán giả: 52.611 Trọng tài: Ivan Kružliak (Slovakia) |  |

| 27 tháng 11, 2019 5 | Liverpool                    | 1–1      | Napoli                                      | Liverpool, Anh Quốc                                                                           |  |
| 20:00 GMT           | Lovren 65' · Robertson 90+2' | Chi tiết | Mertens 21' · Koulibaly 90+2' · Allan 90+4' | Sân vận động: Anfield Lượng khán giả: 52.128 Trọng tài: Carlos del Cerro Grande (Tây Ban Nha) |  |

| 10 tháng 12, 2019 6 | Red Bull Salzburg | 0–2      | Liverpool                        | Wals-Siezenheim, Áo                                                                             |  |
| 17:55 GMT           |                   | Chi tiết | Mané 51' · Keïta 57' · Salah 58' | Sân vận động: Stadion Wals-Siezenheim Lượng khán giả: 29.520 Trọng tài: Danny Makkelie (Hà Lan) |  |

#### Vòng đấu loại trực tiếp
Lễ bốc thăm vòng 16 được xác nhận vào ngày 16 tháng 12.

##### Vòng 16 đội
| 18 tháng 2, 2020 Lượt đi | Atlético Madrid      | 1–0      | Liverpool            | Madrid, Tây Ban Nha                                                                           |  |
| 20:00 GMT                | Saúl 4' · Correa 45' | Chi tiết | Mané 40' · Gomez 59' | Sân vận động: Wanda Metropolitano Lượng khán giả: 67.443 Trọng tài: Szymon Marciniak (Ba Lan) |  |

| 11 tháng 3, 2020 Lượt về | Liverpool                                           | 2–3 (s.h.p.) (TTS 2–4) | Atlético Madrid                                        | Liverpool, Anh Quốc                                                             |  |
| 20:00 GMT                | Wijnaldum 43' · Firmino 94' · Alexander-Arnold 119' | Chi tiết               | Llorente 97', 105+1' · Morata 119', 120+1' · Saúl 120' | Sân vận động: Anfield Lượng khán giả: 52.267 Trọng tài: Danny Makkelie (Hà Lan) |  |

### Siêu cúp Anh
| 4 tháng 8 năm 2019                                         | Liverpool | 1–1 (4–5 p)                                             | Manchester City              | Luân Đôn                                                                             |  |
| 15:00 BST                                                  | Matip 77' | Chi tiết                                                | Sterling 12' · De Bruyne 33' | Sân vận động: Sân vận động Wembley Lượng khán giả: 77.565 Trọng tài: Martin Atkinson |  |
|                                                            |           | Loạt sút luân lưu                                       |                              |                                                                                      |  |
| Shaqiri · Wijnaldum · Lallana · Oxlade-Chamberlain · Salah |           | Gündoğan · B. Silva · Foden · Zinchenko · Gabriel Jesus |                              |                                                                                      |  |
| Ghi chú: Trực tiếp trên BT Sport                           |           |                                                         |                              |                                                                                      |  |

### UEFA Super Cup (Siêu cúp châu Âu)
| 14 tháng 8, 2019                                     | Liverpool                                             | 2–2 (s.h.p.) (5–4 p)                           | Chelsea                                              | Istanbul, Thổ Nhĩ Kỳ                                                                    |  |
| 22:00 TRT                                            | Mané 48', 95' · Henderson 85' · Alexander-Arnold 107' | Chi tiết                                       | Giroud 36' · Azpilicueta 79' · Jorginho 101' (ph.đ.) | Sân vận động: Vodafone Park Lượng khán giả: 38.434 Trọng tài: Stéphanie Frappart (Pháp) |  |
|                                                      |                                                       | Loạt sút luân lưu                              |                                                      |                                                                                         |  |
| Firmino · Fabinho · Origi · Alexander-Arnold · Salah |                                                       | Jorginho · Barkley · Mount · Emerson · Abraham |                                                      |                                                                                         |  |

### FIFA Club World Cup
| 18 tháng 12, 2019 Bán kết | Monterrey                                    | 1–2      | Liverpool                             | Doha, Qatar                                                                                        |  |
| 20:30 AST                 | Funes Mori 14' · Vangioni 47' · Gallardo 78' | Chi tiết | Keïta 12' · Gomez 58' · Firmino 90+1' | Sân vận động: Sân vận động Quốc tế Khalifa Lượng khán giả: 45.416 Trọng tài: Roberto Tobar (Chile) |  |

| 21 tháng 12, 2019 Chung kết | Liverpool                                                | 1–0 (s.h.p.) | Flamengo                 | Doha, Qatar                                                                                                |  |
| 20:30 AST                   | Mané 45+1' · Salah 81' · Firmino 99', 100' · Milner 105' | Chi tiết     | Vitinho 90' · Diego 112' | Sân vận động: Sân vận động Quốc tế Khalifa Lượng khán giả: 45.416 Trọng tài: Abdulrahman Al-Jassim (Qatar) |  |

## Thống kê đội hình

### Số trận
Những cầu thủ không đá sẽ không có trong danh sách.
Tính đến trận đấu diễn ra ngày 26 tháng 7 năm 2020
| Số        | VT        | QT               | Tên                     | Ngoại hạng Anh | Ngoại hạng Anh | Cúp FA | Cúp FA | Cúp EFL | Cúp EFL | UCL | UCL | Khác | Khác | Tổng cộng | Tổng cộng |
| Số        | VT        | QT               | Tên                     | ST             | RTD            | ST     | RTD    | ST      | RTD     | ST  | RTD | ST   | RTD  | ST        | RTD       |
| --------- | --------- | ---------------- | ----------------------- | -------------- | -------------- | ------ | ------ | ------- | ------- | --- | --- | ---- | ---- | --------- | --------- |
| 1         | TM        | Brasil           | Alisson                 | 29             | 29             | 0      | 0      | 0       | 0       | 5   | 5   | 3    | 3    | 37        | 37        |
| 3         | TV        | Brasil           | Fabinho                 | 28             | 22             | 2      | 2      | 0       | 0       | 7   | 6   | 2    | 2    | 39        | 32        |
| 4         | HV        | Hà Lan           | Virgil van Dijk         | 38             | 38             | 1      | 1      | 0       | 0       | 8   | 8   | 3    | 3    | 50        | 50        |
| 5         | TV        | Hà Lan           | Georginio Wijnaldum     | 37             | 35             | 0      | 0      | 0       | 0       | 8   | 5   | 2    | 1    | 47        | 41        |
| 6         | HV        | Croatia          | Dejan Lovren            | 10             | 9              | 1      | 1      | 1       | 1       | 3   | 3   | 0    | 0    | 15        | 14        |
| 7         | TV        | Anh              | James Milner            | 22             | 9              | 2      | 1      | 2       | 2       | 8   | 4   | 3    | 2    | 37        | 18        |
| 8         | TV        | Guinée           | Naby Keïta              | 18             | 9              | 0      | 0      | 2       | 2       | 4   | 3   | 3    | 2    | 27        | 16        |
| 9         | TĐ        | Brasil           | Roberto Firmino         | 38             | 34             | 2      | 0      | 0       | 0       | 8   | 7   | 4    | 2    | 52        | 43        |
| 10        | TĐ        | Sénégal          | Sadio Mané              | 35             | 31             | 1      | 1      | 0       | 0       | 8   | 7   | 3    | 2    | 47        | 41        |
| 11        | TĐ        | Ai Cập           | Mohamed Salah           | 34             | 33             | 2      | 0      | 0       | 0       | 8   | 8   | 4    | 4    | 48        | 45        |
| 12        | HV        | Anh              | Joe Gomez               | 28             | 22             | 2      | 2      | 2       | 2       | 7   | 5   | 4    | 4    | 43        | 35        |
| 13        | TM        | Tây Ban Nha      | Adrián                  | 11             | 9              | 3      | 3      | 0       | 0       | 3   | 3   | 1    | 1    | 18        | 16        |
| 14        | TV        | Anh              | Jordan Henderson        | 30             | 26             | 0      | 0      | 0       | 0       | 6   | 6   | 4    | 4    | 40        | 36        |
| 15        | TV        | Anh              | Alex Oxlade-Chamberlain | 30             | 17             | 2      | 0      | 2       | 2       | 5   | 3   | 4    | 3    | 43        | 25        |
| 18        | TĐ        | Nhật Bản         | Takumi Minamino         | 10             | 2              | 3      | 3      | 0       | 0       | 1   | 0   | 0    | 0    | 14        | 5         |
| 20        | TV        | Anh              | Adam Lallana            | 15             | 3              | 2      | 2      | 2       | 2       | 0   | 0   | 3    | 1    | 22        | 8         |
| 23        | TV        | Thụy Sĩ          | Xherdan Shaqiri         | 7              | 2              | 0      | 0      | 0       | 0       | 1   | 0   | 3    | 1    | 11        | 3         |
| 24        | TĐ        | Anh              | Rhian Brewster          | 0              | 0              | 1      | 0      | 2       | 2       | 0   | 0   | 0    | 0    | 3         | 2         |
| 26        | TV        | Scotland         | Andrew Robertson        | 36             | 34             | 1      | 1      | 0       | 0       | 8   | 7   | 4    | 4    | 49        | 46        |
| 27        | TĐ        | Bỉ               | Divock Origi            | 28             | 7              | 3      | 3      | 1       | 1       | 6   | 1   | 4    | 2    | 42        | 14        |
| 32        | HV        | Cameroon         | Joël Matip              | 9              | 8              | 1      | 1      | 0       | 0       | 1   | 1   | 2    | 1    | 13        | 11        |
| 46        | HV        | Anh              | Adam Lewis              | 0              | 0              | 1      | 1      | 0       | 0       | 0   | 0   | 0    | 0    | 1         | 1         |
| 47        | HV        | Anh              | Nathaniel Phillips      | 0              | 0              | 1      | 1      | 0       | 0       | 0   | 0   | 0    | 0    | 1         | 1         |
| 48        | TV        | Anh              | Curtis Jones            | 6              | 1              | 4      | 4      | 2       | 1       | 0   | 0   | 0    | 0    | 12        | 6         |
| 49        | TĐ        | Canada           | Liam Millar             | 0              | 0              | 1      | 1      | 0       | 0       | 0   | 0   | 0    | 0    | 1         | 1         |
| 51        | HV        | Hà Lan           | Ki-Jana Hoever          | 0              | 0              | 1      | 1      | 2       | 2       | 0   | 0   | 0    | 0    | 3         | 3         |
| 53        | TĐ        | Anh              | Joe Hardy               | 0              | 0              | 1      | 0      | 0       | 0       | 0   | 0   | 0    | 0    | 1         | 0         |
| 54        | HV        | Scotland         | Tony Gallacher          | 0              | 0              | 0      | 0      | 1       | 1       | 0   | 0   | 0    | 0    | 1         | 1         |
| 55        | TV        | Anh              | Herbie Kane             | 0              | 0              | 0      | 0      | 2       | 1       | 0   | 0   | 0    | 0    | 2         | 1         |
| 57        | TV        | Wales            | Isaac Christie-Davies   | 0              | 0              | 0      | 0      | 1       | 1       | 0   | 0   | 0    | 0    | 1         | 1         |
| 62        | TM        | Cộng hòa Ireland | Caoimhín Kelleher       | 0              | 0              | 1      | 1      | 3       | 3       | 0   | 0   | 0    | 0    | 4         | 4         |
| 66        | HV        | Anh              | Trent Alexander-Arnold  | 38             | 35             | 0      | 0      | 0       | 0       | 7   | 6   | 4    | 2    | 49        | 43        |
| 67        | TV        | Anh              | Harvey Elliott          | 2              | 0              | 3      | 3      | 3       | 3       | 0   | 0   | 0    | 0    | 8         | 6         |
| 68        | TV        | Tây Ban Nha      | Pedro Chirivella        | 0              | 0              | 3      | 3      | 3       | 1       | 0   | 0   | 0    | 0    | 6         | 4         |
| 69        | TV        | Anh              | Elijah Dixon-Bonner     | 0              | 0              | 1      | 0      | 0       | 0       | 0   | 0   | 0    | 0    | 1         | 0         |
| 70        | HV        | Algérie          | Yasser Larouci          | 0              | 0              | 2      | 1      | 0       | 0       | 0   | 0   | 0    | 0    | 2         | 1         |
| 72        | HV        | Hà Lan           | Sepp van den Berg       | 0              | 0              | 1      | 1      | 3       | 2       | 0   | 0   | 0    | 0    | 4         | 3         |
| 75        | TV        | Anh              | Luis Longstaff          | 0              | 0              | 0      | 0      | 1       | 1       | 0   | 0   | 0    | 0    | 1         | 1         |
| 76        | HV        | Wales            | Neco Williams           | 6              | 3              | 4      | 4      | 1       | 1       | 0   | 0   | 0    | 0    | 11        | 8         |
| 77        | HV        | Wales            | Morgan Boyes            | 0              | 0              | 1      | 0      | 1       | 1       | 0   | 0   | 0    | 0    | 2         | 1         |
| 80        | TV        | Anh              | Jake Cain               | 0              | 0              | 1      | 1      | 0       | 0       | 0   | 0   | 0    | 0    | 1         | 1         |
| 81        | TV        | Anh              | Jack Bearne             | 0              | 0              | 0      | 0      | 1       | 0       | 0   | 0   | 0    | 0    | 1         | 0         |
| 84        | TV        | Anh              | Leighton Clarkson       | 0              | 0              | 1      | 1      | 1       | 0       | 0   | 0   | 0    | 0    | 2         | 1         |
| 93        | HV        | Anh              | James Norris            | 0              | 0              | 0      | 0      | 1       | 0       | 0   | 0   | 0    | 0    | 1         | 0         |
| 99        | TV        | Anh              | Thomas Hill             | 0              | 0              | 0      | 0      | 1       | 1       | 0   | 0   | 0    | 0    | 1         | 1         |
| Tổng cộng | Tổng cộng | Tổng cộng        | Tổng cộng               | 38             | 38             | 4      | 4      | 3       | 3       | 8   | 8   | 4    | 4    | 57        | 57        |

### Bàn thắng
Tính đến trận đấu diễn ra ngày 26 tháng 7 năm 2020
| Hạng      | VT        | Số áo     | Cầu thủ                 | Ngoại hạng Anh | Cúp FA | Cúp EFL | Champions League | Khác | Tổng cộng |
| --------- | --------- | --------- | ----------------------- | -------------- | ------ | ------- | ---------------- | ---- | --------- |
| 1         | TĐ        | 11        | Mohamed Salah           | 19             | 0      | 0       | 4                | 0    | 23        |
| 2         | TĐ        | 10        | Sadio Mané              | 18             | 0      | 0       | 2                | 2    | 22        |
| 3         | TĐ        | 9         | Roberto Firmino         | 9              | 0      | 0       | 1                | 2    | 12        |
| 4         | TV        | 15        | Alex Oxlade-Chamberlain | 4              | 0      | 1       | 3                | 0    | 8         |
| 5         | TV        | 5         | Georginio Wijnaldum     | 4              | 0      | 0       | 2                | 0    | 6         |
| 5         | TĐ        | 27        | Divock Origi            | 4              | 0      | 2       | 0                | 0    | 6         |
| 7         | HV        | 4         | Virgil van Dijk         | 5              | 0      | 0       | 0                | 0    | 5         |
| 8         | TV        | 7         | James Milner            | 2              | 0      | 2       | 0                | 0    | 4         |
| 8         | TV        | 8         | Naby Keïta              | 2              | 0      | 0       | 1                | 1    | 4         |
| 8         | TV        | 14        | Jordan Henderson        | 4              | 0      | 0       | 0                | 0    | 4         |
| 8         | HV        | 66        | Trent Alexander-Arnold  | 4              | 0      | 0       | 0                | 0    | 4         |
| 12        | HV        | 26        | Andrew Robertson        | 2              | 0      | 0       | 1                | 0    | 3         |
| 12        | TV        | 48        | Curtis Jones            | 1              | 2      | 0       | 0                | 0    | 3         |
| 14        | TV        | 3         | Fabinho                 | 2              | 0      | 0       | 0                | 0    | 2         |
| 14        | HV        | 32        | Joël Matip              | 1              | 0      | 0       | 0                | 1    | 2         |
| 16        | HV        | 6         | Dejan Lovren            | 0              | 0      | 0       | 1                | 0    | 1         |
| 16        | TV        | 20        | Adam Lallana            | 1              | 0      | 0       | 0                | 0    | 1         |
| 16        | TV        | 23        | Xherdan Shaqiri         | 1              | 0      | 0       | 0                | 0    | 1         |
| 16        | HV        | 51        | Ki-Jana Hoever          | 0              | 0      | 1       | 0                | 0    | 1         |
| Phản lưới | Phản lưới | Phản lưới | Phản lưới               | 2              | 2      | 1       | 0                | 0    | 5         |
| Tổng cộng | Tổng cộng | Tổng cộng | Tổng cộng               | 85             | 4      | 7       | 15               | 6    | 117       |

### Kiến tạo
Không phải tất cả các bàn thắng đều có một pha kiến tạo.
Tính đến trận đấu diễn ra ngày 26 tháng 7 năm 2020
| Hạng | VT | Số áo | Cầu thủ                 | Ngoại hạng Anh | Cúp FA | Cúp EFL | Champions League | Khác | Tổng cộng |
| ---- | -- | ----- | ----------------------- | -------------- | ------ | ------- | ---------------- | ---- | --------- |
| 1    | HV | 66    | Trent Alexander-Arnold  | 13             | 0      | 0       | 1                | 1    | 15        |
| 2    | TĐ | 9     | Roberto Firmino         | 8              | 0      | 0       | 4                | 1    | 13        |
| 2    | TĐ | 11    | Mohamed Salah           | 10             | 0      | 0       | 2                | 1    | 13        |
| 4    | HV | 26    | Andrew Robertson        | 12             | 0      | 0       | 0                | 0    | 12        |
| 5    | TĐ | 10    | Sadio Mané              | 7              | 0      | 0       | 2                | 1    | 10        |
| 6    | TV | 14    | Jordan Henderson        | 5              | 0      | 0       | 0                | 0    | 5         |
| 7    | TV | 3     | Fabinho                 | 3              | 0      | 0       | 1                | 0    | 4         |
| 7    | TV | 7     | James Milner            | 2              | 0      | 1       | 1                | 0    | 4         |
| 9    | MF | 8     | Naby Keïta              | 3              | 0      | 0       | 0                | 0    | 3         |
| 10   | HV | 4     | Virgil van Dijk         | 1              | 0      | 0       | 0                | 1    | 2         |
| 10   | TV | 15    | Alex Oxlade-Chamberlain | 1              | 0      | 0       | 1                | 0    | 2         |
| 10   | TV | 20    | Adam Lallana            | 1              | 0      | 1       | 0                | 0    | 2         |
| 10   | TĐ | 27    | Divock Origi            | 1              | 1      | 0       | 0                | 0    | 2         |
| 13   | TM | 1     | Alisson                 | 1              | 0      | 0       | 0                | 0    | 1         |
| 13   | HV | 6     | Dejan Lovren            | 1              | 0      | 0       | 0                | 0    | 1         |
| 13   | TV | 48    | Curtis Jones            | 0              | 0      | 1       | 0                | 0    | 1         |
| 13   | HV | 68    | Pedro Chirivella        | 0              | 1      | 0       | 0                | 0    | 1         |
| 13   | HV | 76    | Neco Williams           | 0              | 0      | 1       | 0                | 0    | 1         |

### Giữ sạch lưới
Tính đến trận đấu diễn ra ngày 26 tháng 7 năm 2020
| #.        | Cầu thủ           | Ngoại hạng Anh | Cúp FA | Cúp EFL | Champions League | Khác | Tổng cộng |
| --------- | ----------------- | -------------- | ------ | ------- | ---------------- | ---- | --------- |
| 1         | Alisson           | 13             | 0      | 0       | 1                | 1    | 15        |
| 13        | Adrián            | 2              | 1      | 0       | 0                | 0    | 3         |
| 62        | Caoimhín Kelleher | 0              | 1      | 1       | 0                | 0    | 2         |
| Tổng cộng | Tổng cộng         | 15             | 2      | 1       | 1                | 1    | 20        |

### Thẻ phạt
Tính đến trận đấu diễn ra ngày 26 tháng 7 năm 2020
| Số áo     | VT        | Tên                     | Ngoại hạng Anh | Ngoại hạng Anh | Cúp FA   | Cúp FA | Cúp EFL  | Cúp EFL | UCL      | UCL    | Khác     | Khác   | Tổng cộng | Tổng cộng |
| Số áo     | VT        | Tên                     | Thẻ vàng       | Thẻ đỏ         | Thẻ vàng | Thẻ đỏ | Thẻ vàng | Thẻ đỏ  | Thẻ vàng | Thẻ đỏ | Thẻ vàng | Thẻ đỏ | Thẻ vàng  | Thẻ đỏ    |
| --------- | --------- | ----------------------- | -------------- | -------------- | -------- | ------ | -------- | ------- | -------- | ------ | -------- | ------ | --------- | --------- |
| 1         | TM        | Alisson                 | 0              | 1              | 0        | 0      | 0        | 0       | 0        | 0      | 0        | 0      | 0         | 1         |
| 3         | TV        | Fabinho                 | 6              | 0              | 1        | 0      | 0        | 0       | 1        | 0      | 0        | 0      | 8         | 0         |
| 4         | HV        | Virgil van Dijk         | 1              | 0              | 0        | 0      | 0        | 0       | 0        | 0      | 0        | 0      | 1         | 0         |
| 6         | HV        | Dejan Lovren            | 1              | 0              | 0        | 0      | 0        | 0       | 0        | 0      | 0        | 0      | 1         | 0         |
| 7         | TV        | James Milner            | 4              | 0              | 1        | 0      | 0        | 0       | 1        | 0      | 1        | 0      | 7         | 0         |
| 8         | TV        | Naby Keïta              | 1              | 0              | 0        | 0      | 0        | 0       | 0        | 0      | 0        | 0      | 1         | 0         |
| 9         | TĐ        | Roberto Firmino         | 0              | 0              | 0        | 0      | 0        | 0       | 0        | 0      | 1        | 0      | 1         | 0         |
| 10        | TĐ        | Sadio Mané              | 3              | 0              | 1        | 0      | 0        | 0       | 2        | 0      | 1        | 0      | 7         | 0         |
| 11        | TĐ        | Mohamed Salah           | 1              | 0              | 0        | 0      | 0        | 0       | 0        | 0      | 1        | 0      | 2         | 0         |
| 12        | HV        | Joe Gomez               | 7              | 0              | 0        | 0      | 0        | 0       | 2        | 0      | 1        | 0      | 10        | 0         |
| 13        | TM        | Adrián                  | 1              | 0              | 0        | 0      | 0        | 0       | 0        | 0      | 0        | 0      | 1         | 0         |
| 14        | TV        | Jordan Henderson        | 2              | 0              | 0        | 0      | 0        | 0       | 0        | 0      | 1        | 0      | 3         | 0         |
| 15        | TV        | Alex Oxlade-Chamberlain | 1              | 0              | 0        | 0      | 0        | 0       | 0        | 0      | 0        | 0      | 1         | 0         |
| 20        | TV        | Adam Lallana            | 1              | 0              | 0        | 0      | 1        | 0       | 0        | 0      | 0        | 0      | 2         | 0         |
| 24        | TĐ        | Rhian Brewster          | 0              | 0              | 0        | 0      | 1        | 0       | 0        | 0      | 0        | 0      | 1         | 0         |
| 26        | HV        | Andrew Robertson        | 2              | 0              | 0        | 0      | 0        | 0       | 2        | 0      | 0        | 0      | 4         | 0         |
| 27        | TĐ        | Divock Origi            | 1              | 0              | 0        | 0      | 0        | 0       | 0        | 0      | 0        | 0      | 1         | 0         |
| 57        | TV        | Isaac Christie-Davies   | 0              | 0              | 0        | 0      | 1        | 0       | 0        | 0      | 0        | 0      | 1         | 0         |
| 66        | HV        | Trent Alexander-Arnold  | 5              | 0              | 0        | 0      | 0        | 0       | 1        | 0      | 1        | 0      | 7         | 0         |
| 70        | HV        | Yasser Larouci          | 0              | 0              | 1        | 0      | 0        | 0       | 0        | 0      | 0        | 0      | 1         | 0         |
| 76        | HV        | Neco Williams           | 1              | 0              | 1        | 0      | 0        | 0       | 0        | 0      | 0        | 0      | 2         | 0         |
| –         | HLV       | Jürgen Klopp            | 0              | 0              | 0        | 0      | 0        | 0       | 2        | 0      | 1        | 0      | 3         | 0         |
| Tổng cộng | Tổng cộng | Tổng cộng               | 38             | 1              | 5        | 0      | 3        | 0       | 11       | 0      | 8        | 0      | 65        | 1         |

1. 1 2 3 4 5  Bao gồm Siêu cúp Anh 2019, Siêu cúp châu Âu 2019 và FIFA Club World Cup 2019